# Stadio Giuseppe Sinigaglia
Lo Stadio Giuseppe Sinigaglia è il principale impianto calcistico della città di Como, è situato in riva al lago ed è compreso tra i giardini del Tempio Voltiano e l'hangar dell'Aero Club Como; in prossimità della tribuna centrale si trova l'edificio Novocomum e di fronte al settore distinti ha sede la Canottieri Lario.
È stato realizzato su volere di Benito Mussolini e il progetto è stato curato dell'architetto Giovanni Greppi. La sua costruzione rappresentò uno dei primi esempi di architettura razionalista in Italia; è intitolato al campione di canottaggio Giuseppe Sinigaglia, caduto nella prima guerra mondiale.
Lo stadio è di proprietà del Comune di Como, che lo concede in uso alla società calcistica del Como per la disputa delle partite interne.

## Storia
Poiché la città di Como mancava di uno stadio, si decise di costruirlo in occasione delle Celebrazioni Voltiane del 1927. I lavori cominciarono nell'ottobre del 1926 sul terreno del preesistente campo polisportivo Garibaldi, donato dal podestà Carlo Baragiola, su progetto dell'architetto Giovanni Greppi di Milano. Lo stadio fu dotato di due piste: un velodromo di 500 metri e una per l'atletica di 450 metri, che circondavano il campo per il calcio di circa 7200 metri quadrati: la capienza totale degli spalti era di 6000 persone.
Nel luglio 1927 il presidente del CONI Lando Ferretti visitò lo stadio e ne rimase entusiasta: 
Lo stadio fu inaugurato il 30 luglio del 1927 e dedicato a Giuseppe Sinigaglia (1884-1916) volontario di guerra decorato al valore, morto sul monte San Michele da eroe. Aveva praticato diverse discipline: era stato campione mondiale di canottaggio, lottatore, podista, saltatore, lanciatore del disco nel Campo Garibaldi.

Una fase di Como-Inter (3-0) del 16 novembre 1975; si nota, sullo sfondo, la pista ciclistica sopraelevata.

In quello stesso anno nello stadio si tennero le prime "olimpiadi" ciclistiche su pista, "olimpiadi" di ginnastica e gare internazionali di calcio. Durante il mese di settembre furono indetti grandi spettacoli pirotecnici e furono assegnati quattro premi in denaro accompagnati da un diploma del Comitato Esecutivo Voltiano: primo premio lire 18.000, secondo lire 12.000, terzo lire 10.000, quarto lire 8.000.
In seguito, a partire dal 1975, il Sinigaglia è stato oggetto di vari interventi e modifiche che ne hanno parzialmente snaturato le caratteristiche originarie: le piste di atletica e ciclistica sono state rimosse, con susseguente ricostruzione della tribuna centrale e allungamento dei distinti fino ai bordi del terreno di gioco previa posa di gradinate metalliche; nel contesto venne altresì chiusa l'apertura nel mezzo di questa sezione delle gradinate, che permetteva di vedere il lago dalla tribuna coperta. La curva ovest (anche detta "curva azzurra" o "curva Como", sede dei collettivi della tifoseria organizzata) è stata integralmente riedificata nel 2002 con una peculiare struttura a due gradinate metalliche sfalsate, che formano un cuneo proteso verso l'esterno dell'impianto, per una capienza di circa 5000 posti. Ulteriori tribune posticce sono state quindi aggiunte nella curva est (parzialmente dedicata alle tifoserie ospiti), la cui parte in muratura è invece stata ricostruita; in tal modo nella stagione 2002-2003 il Como poté giocare in Serie A in un impianto da circa 14.000 posti. Il successivo declino delle sorti societarie, con fallimenti e ripartenze dal dilettantismo, comportò una drastica riduzione della capienza omologata, che scese a meno di 5000 posti previa chiusura della parte "storica" dei distinti e della sezione "casalinga" della curva est.

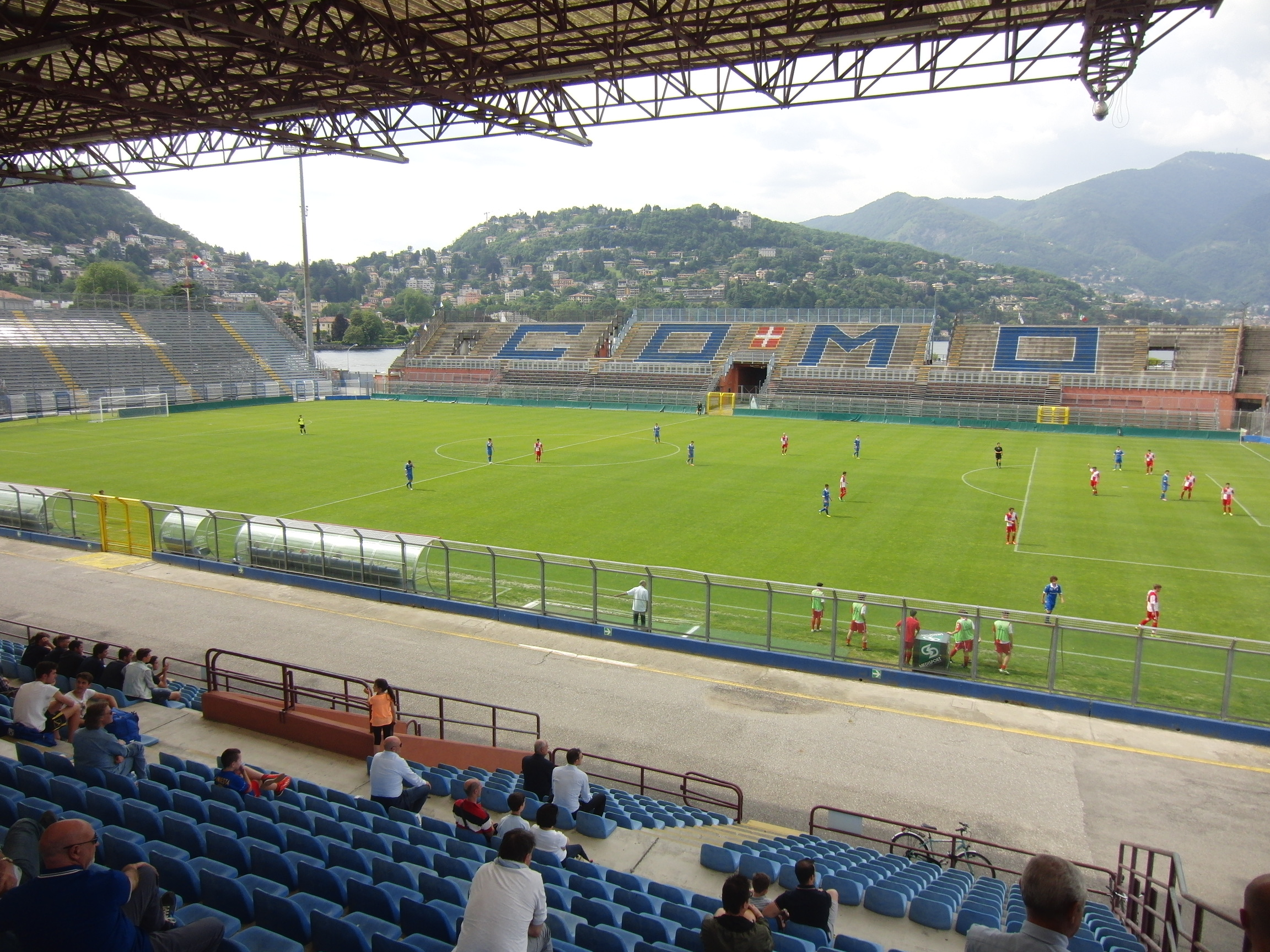
Vista del settore distinti nel 2014

Minori interventi si susseguono nelle recenti estati per mantenere l'impianto in linea con gli standard richiesti: già nel 2015-2016, il Como dovette giocare le prime partite casalinghe a Novara poiché nell'estate vennero effettuati lavori di ristrutturazione dello stadio, in particolare vennero introdotti i tornelli agli ingressi, zone di pre-filtraggio esterno e telecamere di sicurezza; nell'estate del 2017 venne risistemata la copertura della Tribuna, unico settore coperto dell'impianto, costringendo il Como a giocare le prime partite della stagione 2017-2018 a Seregno e una partita di Coppa Italia Serie D a Carate Brianza; nell'estate 2021 a seguito del ritorno in Serie B del Como: sono stati installati i seggiolini in tutti i settori aperti al pubblico, è stato rizollato il terreno erboso, sono state interrate le panchine e sono stati installati i sistemi VAR e goal-line technology. 

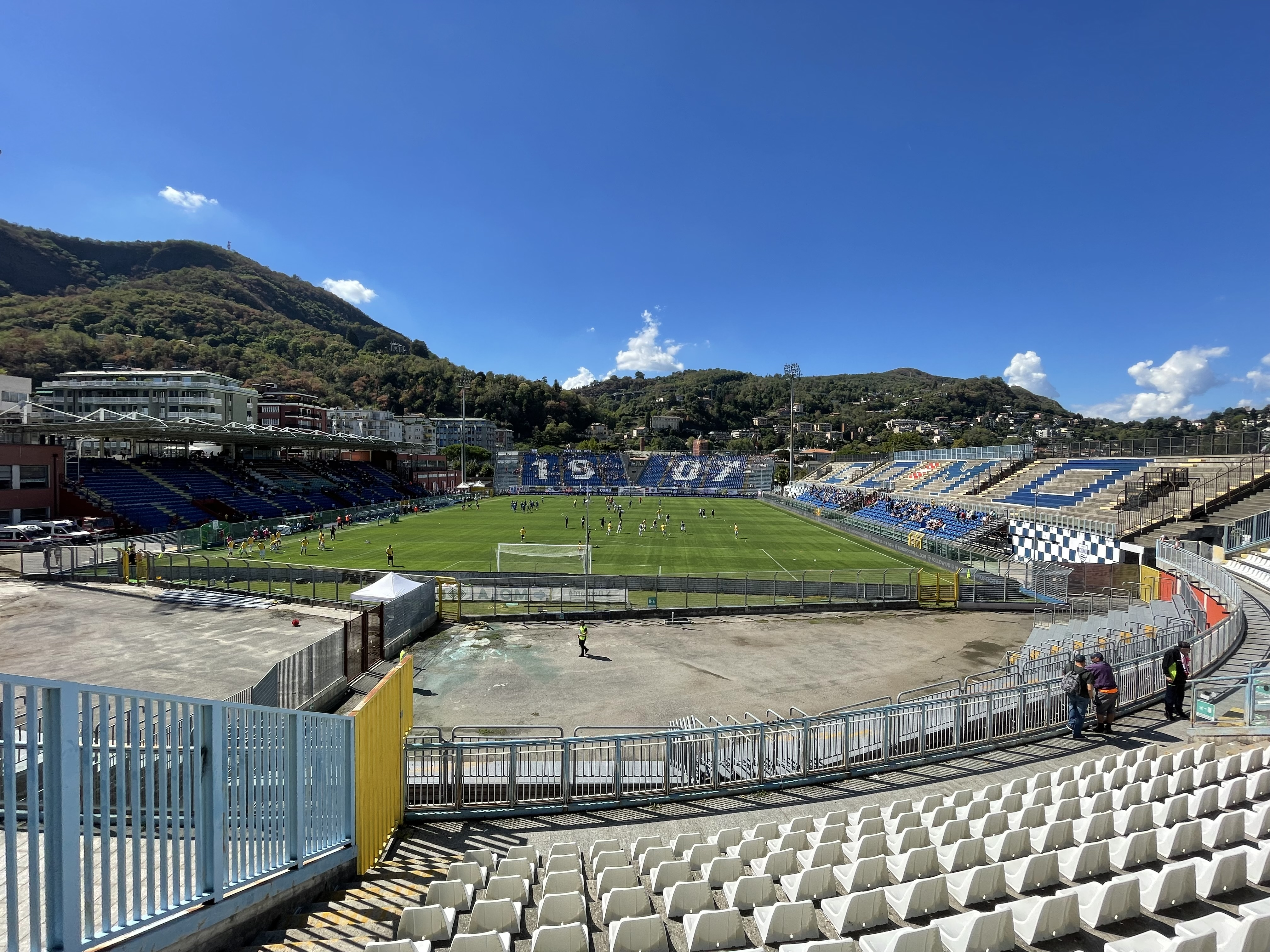
Interno dello stadio nel 2022: le porzioni di spalti prive di seggiolini sono inagibili.

Nell'estate 2023 un ulteriore intervento ha previsto l'ammodernamento complessivo dell'impianto illuminotecnico e delle quattro torri faro che avevano causato problemi di blackout nelle stagioni precedenti oltre a interferire con le operazioni di volo del vicino idroscalo. Con la nuova promozione in massima serie della squadra lariana nel 2024, l'intero settore distinti, in precedenza inagibile dal 2016, è stato ristrutturato e dotato di seggiolini. L'intervento ha portato l'impianto alla capienza di 10.584 posti.
Nel 2008 un'inchiesta del giornalista Angelo Saso di Rai News 24 ipotizzò un collegamento tra i casi di sclerosi laterale amiotrofica di sei ex giocatori comaschi (Celestino Meroni, Piergiorgio Corno, Albano Canazza, Adriano Lombardi, Stefano Borgonovo e Maurizio Gabbana) con l'utilizzo negli anni settanta ed ottanta di diserbanti, veleni e vernici per il mantenimento del manto erboso oltre alla possibile presenza di scorie nel sottosuolo: residui della combustione del carbone, residui fini di locomotive, scorie di industrie elettriche, cadmio, silicati di calcio, cromo, nichel, manganese e piombo (drenanti provenienti dalle fonderie di Dongo). Nel 2008 il magistrato Raffaele Guariniello, con la consulenza del professor Adriano Chiò, ha aperto un'inchiesta su tutti questi aspetti. Il comune di Como, tramite l'allora assessore alle grandi opere Fulvio Caradonna, dichiarò infondati i sospetti.

## Caratteristiche

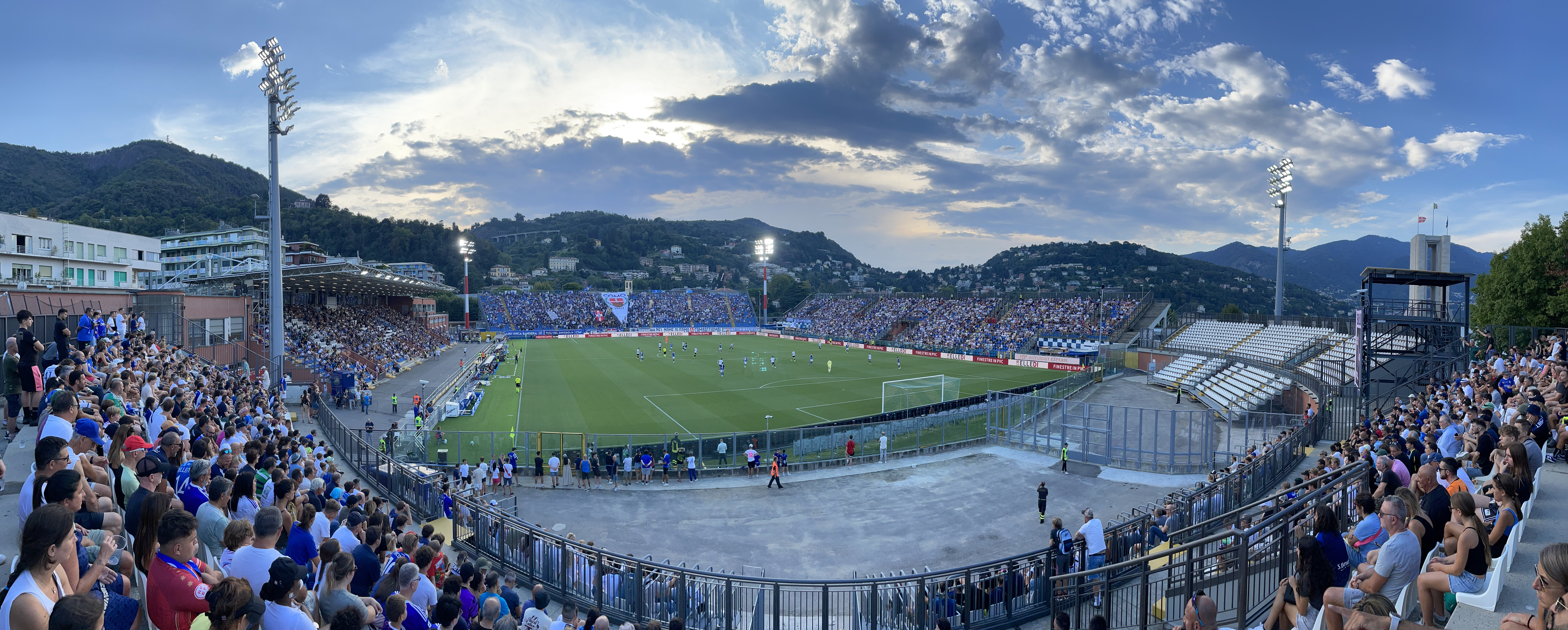
Lo stadio nel 2025

La capienza teorica dello stadio è, al maggio 2025, di 10.759 spettatori, con un ampiamento previsto per la stagione 2025-2026 a 12.039 posti; nell'ultima stagione in cui il Como ha militato in Serie A, 2002-2003, ovvero prima dei lavori in curva ospiti, la capienza era di 13.900 unità. Negli anni la capienza massima è stata variata più volte e adeguata alle categorie in cui il Como militava, alle necessità e agli standard di sicurezza. Particolarità dello stadio è infine quella di essere praticamente in riva al lago, che è ben visibile da gran parte degli spalti. Per questa caratteristica distintiva, lo stadio è stato definito “il più bello del mondo” dal famoso giornalista sportivo italiano Gianni Brera.
Per la stagione sportiva 2023-2024, in cui il Como ha disputato il campionato di Serie B, la capienza commerciale dello stadio era di circa 7mila posti a sedere, incrementati più volte nel corso della stagione. Al 1º marzo 2024 i posti effettivi risultavano essere 7.798, dei quali 3.960 in curva ovest, 800 nei distinti, 2.338 in tribuna centrale e 700 curva est-ospiti. Dopo l'intervento dell'estate 2024, la capienza dei distinti è aumentata a 3.666 posti. Data la presenza dell'idroscalo, due delle quattro torri faro che illuminano il terreno di gioco (quelle ai lati della curva ovest) sono verniciate di bianco e rosso; poco a lato di una di esse è inoltre collocata una manica a vento. L'inquinamento luminoso che ne deriva è stato sovente fonte di disagio per le operazioni di volo. Nel febbraio 2025 il settore ospiti dello stadio è stato ampliato con l'aggiunta di ulteriori 175 posti mediante la riapertura del parterre.

## Sviluppi futuri
La crescente obsolescenza e scarsa flessibilità operativa dell’impianto, divenute evidenti nel terzo millennio, hanno fatto sorgere discussioni circa l’opportunità di attuare un completo rinnovamento della struttura.
Nel febbraio 2025 la proprietà del club ha presentato al sindaco di Como un progetto per la futura riqualificazione dell'impianto comasco. Il progetto pianifica il futuro ampliamento dei posti a sedere fino a 15.000, oltre ad un riassetto dell'area adiacente allo stadio, e se ne prevede il completamento entro il 2028.

## Usi alternativi

### Usi sportivi
Lo stadio Sinigaglia ha ospitato tre partite della Nazionale italiana under 21:
| Arbitro: | S. Matic |

|                                                   |           |  |
| Chiodi 14’ Di Bartolomei 71’, 81’ Manfredonia 89’ | Marcatori |  |

| Arbitro: | A. Sars |

|           |           |  |
| Negro 55’ | Marcatori |  |

| Arbitro: | F. Meyer |

|                         |           |                               |
| Pirlo 23’ Maccarone 78’ | Marcatori | Escudé 13’ Luyindula 20’, 31’ |

Dal 1960 al 1974, anno in cui venne demolita la pista ciclistica, si è concluso in questo stadio il Giro di Lombardia. 
Dal 29 marzo al 1º aprile 2013, ha ospitato la fase finale (semifinale e finali) della NextGen Series.

### Altri usi
Al di fuori della pratica sportiva, il 4 maggio 1996 atterrò qui l'elicottero di papa Giovanni Paolo II in occasione della sua visita alla città lariana.
Il 13 luglio 2004 lo stadio ha ospitato il concerto del gruppo hard rock inglese Deep Purple. Il 7 luglio 2008 vi si è esibito il cantante Jovanotti.